# Orgulho LGBT

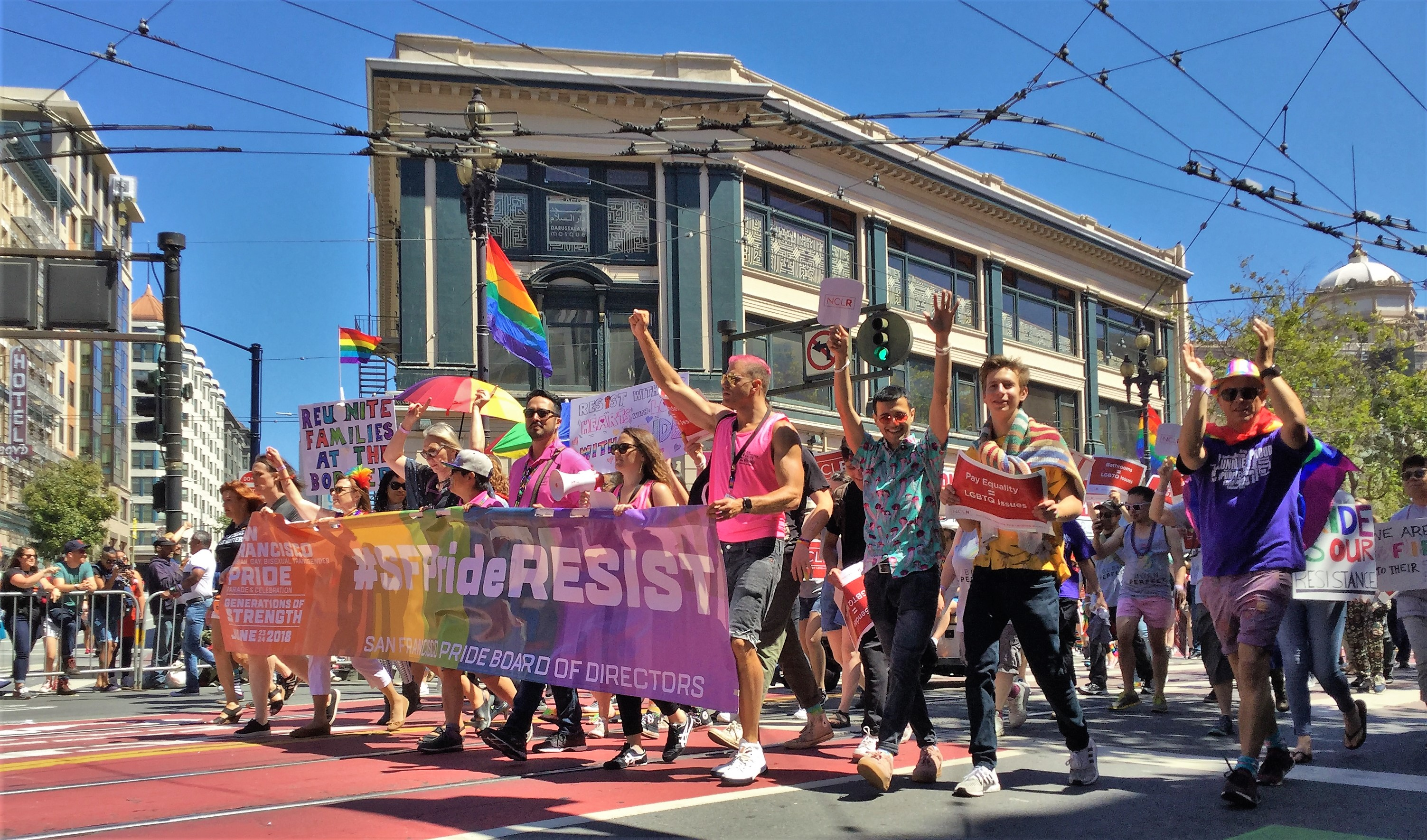
Uma manifestação do Dia do Orgulho LGBT em São Francisco, Califórnia.

Orgulho LGBT+ é o conceito segundo o qual lésbicas, gays, bissexuais, transgénero e, por vezes, outros grupos tipicamente ligados à comunidade LGBT, como pessoas intersexo, devem ter orgulho de quem são e da identidade que possuem como parte de LGBT+.
A palavra orgulho é neste caso como um antónimo de vergonha, que foi usada ao longo da história para controlar e oprimir indivíduos LGBT+. Orgulho neste sentido é uma afirmação de cada indivíduo e da comunidade como um todo. O moderno movimento de orgulho gay começou após a Rebelião de Stonewall em 1969, quando homossexuais em bares locais enfrentaram a polícia de Nova Iorque durante uma rusga inconstitucional. Apesar de ter sido uma situação violenta, deu à comunidade até então underground o primeiro sentido de orgulho comum num incidente muito publicitado. A partir da parada anual que comemorava o aniversário da Rebelião de Stonewall, nasceu um movimento popular nacional, e atualmente muitos países em todo o mundo celebram o orgulho LGBT+. 
O movimento vem promovendo a causa dos direitos LGBT+ pressionando políticos, registrando votantes e aumentando a visibilidade para educar sobre questões importantes para a comunidade LGBT+. O movimento de orgulho LGBT+ defende o reconhecimento de iguais "direitos e benefícios" para indivíduos LGBT+.
O movimento do Orgulho LGBT tem três premissas principais: que as pessoas devem ter orgulho da sua orientação sexual e identidade de género; que a diversidade é uma dádiva; e que a orientação sexual e a identidade de género são inerentes ao indivíduo e não podem ser intencionalmente alteradas.
Os símbolos do orgulho LGBT+ incluem a bandeira arco-íris, transgénero, bissexual, a letra grega lambda e o triângulo rosa, assim como, entre outros, os triângulos pretos, reclamados do seu antigo uso.